# کیرتلند (اوهایو)
کیرتلند(به انگلیسی: Kirtland) شهری در ایالت اوهایو کشور ایالات متحده آمریکا است که جمعیت آن در سرشماری سال ۲۰۱۰ میلادی، ۶٬۸۶۶ نفر بوده‌است.